# Széll Horváth Lajos
Széll Horváth Lajos (Pécs, 1972. december 25. –) magyar színész.

## Életpályája
A Kodály Zoltán Gimnáziumban érettségizett. 1993 és 1996 között a zalaegerszegi Nádasdy Kálmán Színészképző Stúdió hallgatója volt. Pályája a zalaegerszegi Hevesi Sándor Színházban indult. 1998-tól a Pécsi Nemzeti Színház tagja. Játszott a Pécsi Harmadik Színházban is.

## Fontosabb színházi szerepei
- William Shakespeare: Hamlet.... Laertes
- William Shakespeare: Rómeó és Júlia.... Benvolio
- William Shakespeare: III. Richárd.... Edward király
- William Shakespeare: Szentivánéji álom.... Demetrius (szerelmes Hermiába)
- William Shakespeare: 'York napsütése'.... Clifford lord (Hastings)
- Molière: Az úrhatnám polgár.... Zenetanár
- Edmond Rostand: Cyrano de Bergerac....  Christian
- Anton Pavlovics Csehov: Szaljonij.... Szaljonij
- Anton Pavlovics Csehov: Ivanov.... Lvov
- Friedrich Dürrenmatt: Fizikusok.... Ernst Heinrich Ernesti, más néven Einstein, páciens
- Arthur Miller: Istenítélet.... Danforth alkormányzó
- Bertolt Brecht: A szecsuáni jólélek.... Vang (vízárus)
- ifj. Johann Strauss: A denevér.... Frosch
- Simon Gray: Butley.... Keyston
- Ron Aldridge: Csak kétszer vagy fiatal.... Richard
- Reginald Rose: 12 dühös ember.... 7. esküdt
- Joshua Sobol: Getto.... Bábu
- Anders Thomas Jensen: Ádám almái.... Dr. Kolberg, orvos
- Jordi Galcerán: A Grönholm-módszer.... Enric
- Georges Feydeau: A hülyéje.... Felügyelő
- Christopher Hampton: Emberbarát.... John
- Katona József: Bánk bán... Tiborc
- Molnár Ferenc: Liliom.... Kapitány; Hollunder fiú
- Molnár Ferenc: Játék a kastélyban.... Lakáj
- László Miklós: Illatszertár.... Kádár úr
- Szép Ernő: Patika.... Jóvér Jani
- Weöres Sándor: Holdbeli csónakos.... Paprika Jancsi (Dumuzi - sumir főpap)
- Tamási Áron: Énekes madár.... Préda Máté, vénlegény, a Regina vőlegénye
- Szakonyi Károly: Adáshiba.... Emberfi
- Kovács Krisztina: Az elveszett Csontváry.... Csontváry
- Tóth Krisztina: Évek vándora.... Matyi
- Háy János: A Gézagyerek.... Gézagyerek
- Egressy Zoltán: Sóska, sültkrumpli.... Művész
- Galuska László Pál: A sivatag hercege.... Szimurg (Halkirály)
- Szálinger Balázs: László király visszatér.... Kapitány, derék vitéz
- Kálmán Imre: A montmartre-i ibolya.... Frascatti
- Kálmán Imre: Marica grófnő.... Kudelka
- Kálmán Imre: Csárdáskirálynő.... Bóni gróf
- Szirmai Albert – Bakonyi Károly – Gábor Andor: Mágnás Miska.... Mixi gróf
- Eisemann Mihály: Fekete Péter.... Gaston Auriol

## Koreográfia
- Galuska László Pál: A sivatag hercege (Pécsi Nemzeti Színház)

## Filmek, tv
- Mula-tó (sorozat)

– Boszorkány szombat 2. című rész (2014)..... Boszorkány